# Метвироби

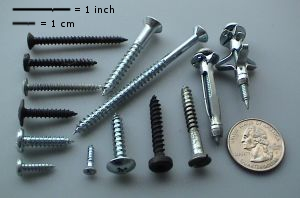
Шурупи

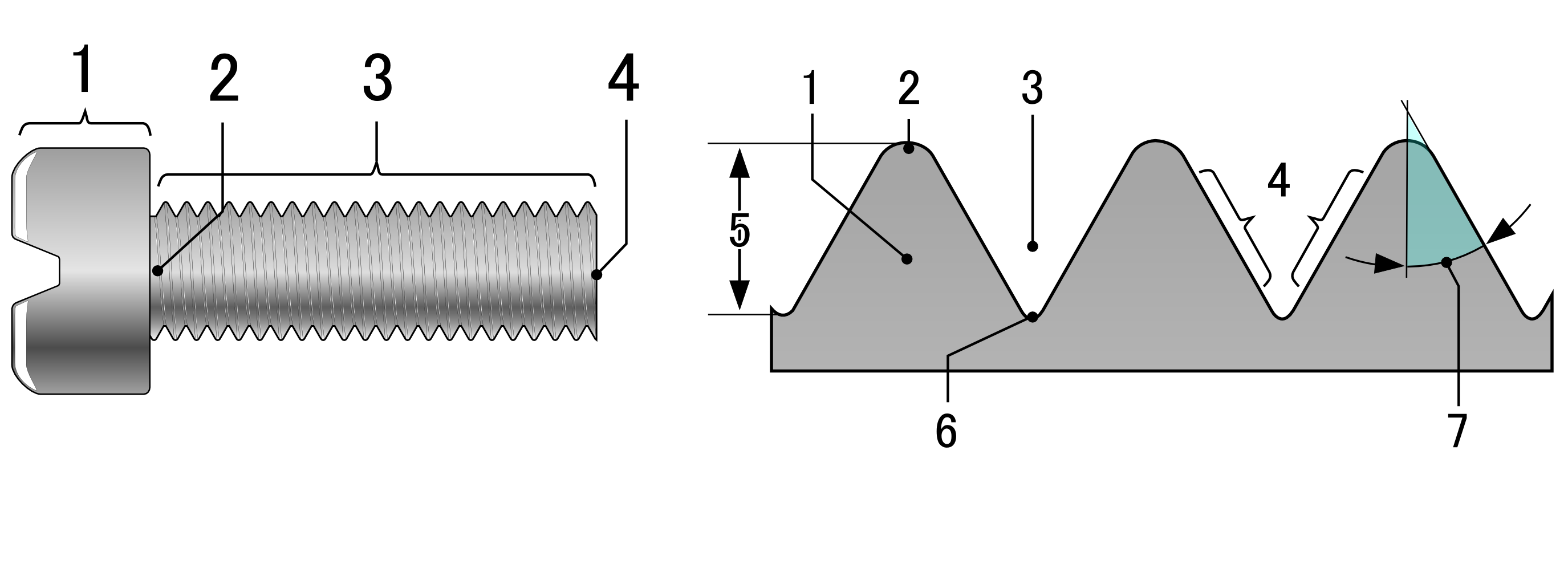

Метви́роби (скорочення від «металеві вироби») — стандартизовані металеві вироби загального призначення різноманітної номенклатури.
У поняття «метвироби» входять вироби, одержувані з металу. Умовно за призначенням їх можна розділити на товари промислові та широкого призначення.
Метвироби широкого призначення — вироби, які виготовляють з металу і що застосовуються у повсякденному житті, а саме: ножиці та ножі, пилки, предмети сільськогосподарського призначення (вила, лопати) та багато іншого.
Промислові метвироби — заклепки і костилі, що застосовуються в залізничному будівництві, а також це: залізничні рейки, телеграфні, телефонні гаки. До них ще можна віднести і металевий дріт, сталеву стрічку, сталеві канати, пружинні шайби, металеву сітку, цвяхи, розвідні шплінти.
Типи метвиробів та будівельного кріплення бувають такі: болти, гвинти, шайби, цвяхи, шплінти, гайки, шурупи, саморізи, дюбелі, анкери, сітка, сталева стрічка, талрепи, коуші, троси, зварювальні електроди, пилки, ножі.
Сучасні кріпильні елементи, тобто метвироби, на українському ринку представлені в широкому асортименті. Вони розрізняються за призначенням, а також мають різні класи з механічного навантаження. Можна зустріти і латунне кріплення, і кріплення з таких металів, як алюміній, мідь. Крім цього, сталеві метвироби часто покривають захисним шаром з хрому, нікелю, цинку. Іноді поверхню виробу пасивують для того, щоб надати корозійну стійкість матеріалу.
Необхідно враховувати, що стандартні метвироби повинні відповідати певним стандартам, де вказані допуски за розмірами, а також граничні навантаження. Це дуже важливо. Можна уявити, наприклад, таку ситуацію, коли потрібно замінити гвинт в конструкції. Якщо в нового гвинта різьба не відповідає тому стандарту, по якому зроблена різьба в самому виробі, то якщо його і вдасться закрутити, то це ще далеко не буде означати, що з'єднання деталей надійне.
Вибір матеріалу, з якого зроблений метвиріб, також досить важливий. Наприклад, якщо необхідно з'єднати з допомогою гайки та гвинта мідні деталі, тоді потрібно використовувати гвинт з гайкою з міді для того, щоб не виникало гальванічної несумісності, що може призвести до поступового руйнування кріплення або самого виробу.
Широке застосування мають мідні заклепки, оскільки значного поширення набули мідні покрівлі, в яких окремі елементи даху з'єднуються заклепками з міді.
Латунний гвинт з гайкою і шайбою часто застосовується в електротехніці, тому що після впливу електромагнітних полів відсутність залишкової намагніченості, а також здатність чинити опір корозії, здатне зробити латунний кріплення майже незамінним матеріалом у різних електричних приладах. Болти, на відміну від гвинтів, зазвичай використовують для кріплення тих елементів конструкції, які несуть значні навантаження.
Частіше за все для захисту від корозії застосовують болт зі сталі з цинковим покриттям. Важливою перевагою титанового кріплення вважається його висока питома міцність, а також жаростійкість разом з високою корозійною стійкістю.
Слід враховувати те, що всі стандартні метвироби не повинні мати ні тріщин, ні розшарувань.